# Grand' Anse (Mahé)
Grand' Anse (Frans voor Grote Inham) is een van de 26 administratieve districten van de Seychellen. Het is centraal gelegen aan de westkust van het hoofdeiland Mahé van de Seychellen. Met een oppervlakte van zo'n vijftien vierkante kilometer is het op het district Takamaka na het grootste district op dat eiland. Bij de census van 2002 telde het district Grand' Anse bijna 2600 inwoners.